# Tribrachium
Tribrachium is een geslacht van sponsdieren uit de klasse van de Demospongiae (gewone sponzen). 

## Soorten
- Tribrachium fisheri (de Laubenfels, 1934)
- Tribrachium schmidtii Weltner, 1882